# 聖公會聖提摩太堂 (高雄市)
22°37′49″N 120°18′22″E / 22.63016408763122°N 120.30615281962294°E

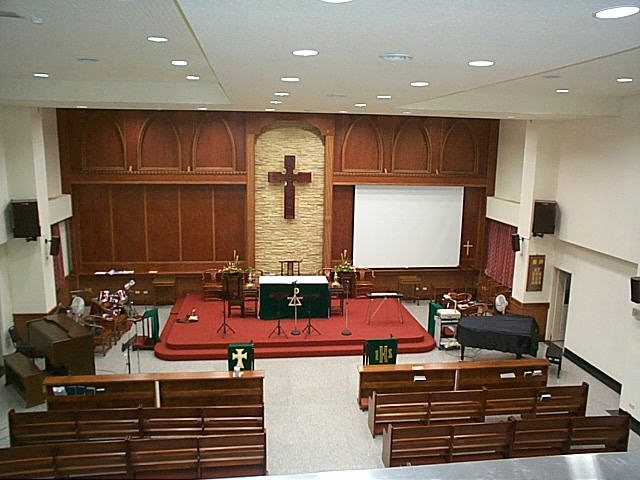
聖提摩太堂禮拜堂內部

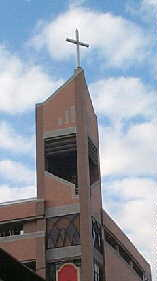
聖提摩太堂屋頂十字架

聖公會聖提摩太堂是臺灣聖公會於1967年在高雄市成立的一所禮拜堂，位於高雄市新興區忠孝一路262號3樓。

## 沿革

### 藏身時期
此時期為聖提摩太堂草創時期，在1970年主顯節王長齡主教主持聖保羅幼稚園落成禮拜，並於一樓設立聖提摩太堂，平日為幼兒園活動空間，週六為青年團契活動空間，週日為主日臺語堂崇拜之處。1989年，陳宏行牧師接任聖保羅堂主任牧師，負責華語和臺語兩堂之禮拜。後來陳牧師將提摩太堂臺語堂崇拜移至聖保羅堂，週日第一場是臺語崇拜，第二場是華語崇拜。
1996年，簡主教、陳宏行牧師與主教委員會經多次開會討論，教區決定位於球庭路29號的聖保羅診所原址將改建為禮拜堂，聖提摩太堂教友同意遷堂。1999年11月聖提摩太堂教友在聖保羅堂最後一次主日崇拜。

### 新堂時期
1999年10月聖提摩太新堂建築完工，2000年1月簡啟聰主教主持聖提摩太堂落成啟用典禮，同時按立林俊明會吏為會長，成為聖提摩太新堂第一任駐堂牧師。2004年1月舉行聖提摩太堂牧區成立感恩禮拜，由賴榮信主教主禮。2020年6月正式成立社區關懷據點，9月19日舉行五十週年感恩禮拜。

## 禮拜時間
以下時間以當地時間（臺灣時間）為準
- 主日崇拜 
  - 臺語崇拜 10:00（AM）
  - 華語崇拜 6:00（PM）

## 交通資訊

### 捷運
- 紅線 橘線美麗島站：沿著中正三路直行，忠孝一路左轉，約6分鐘。

## 外部連結
- 臺灣聖公會聖提摩太堂Facebook專頁